# Барденас-Реалес
Барде́нас-Реа́лес (ісп. Bardenas Reales) — напівпустельна місцевість, яка розташована на південному сході іспанської провінції Наварра, та межує з Арагоном.

## Опис
Барденас Реалес займає територію площею 42 000 га. Рослинність та скелясті утворення, створені ерозією, є унікальними в Європі. 
В 1999 році Барденас Реалес оголошені національним парком. 
7 листопада 2000 року ЮНЕСКО назвала цю місцевість біосферним заповідником. 
Поділяється на декілька зон, зокрема Бардена Бланка (ісп. Bardena Blanca), Бардена Негра (ісп. Bardena Negra) та декілька менших зон. 

### Бардена Бланка
Бардена Бланка - центральна, і найпустельніша зона. Її рельєф характеризується широкими рівнинними ділянками, глибокими каньйонами, по яких течуть сезонні річки.
Ця зона має таку назву (біла) через наявність світлих солей, що виступають на поверхню через насиченість ґрунту гіпсами.

### Бардена Негра
Бардена Негра знаходиться в південно-східній частині Барденас Реалес на кордоні з Арагоном. 
Складається з плоскогір'їв різної висоти та перерізана річками, що течуть по каньйонах, ця частина вкрита рослинністю.

### Ель Плано
Ель Плано (ісп. El Plano) - невелике плоскогір'я, яке піднімається приблизно на 100 метрів порівняно з навколишніми територіями. На ньому вирощують зернові. 
Схили цього плоскогір'я вкриті дубами та заростями розмарину.

## Військовий полігон
З 1951 року іспанські ВПС заснували базу та військовий полігон в центрі Барденас Реалес відповідно до договору оренди з місцевою комуною терміном на 25 років. В 1976 році договір був продовжений ще на 25 років, в 2001 році продовжений до 2008 року; з 2008 року договір оренди продовжений на 10 років з правом наступного продовження ще на 10 років.
Щороку, в першу неділю червня за участю громадських організацій та політичних партій проходять марші протесту, спрямовані проти військової присутності в Барденас Реалес

## Галерея

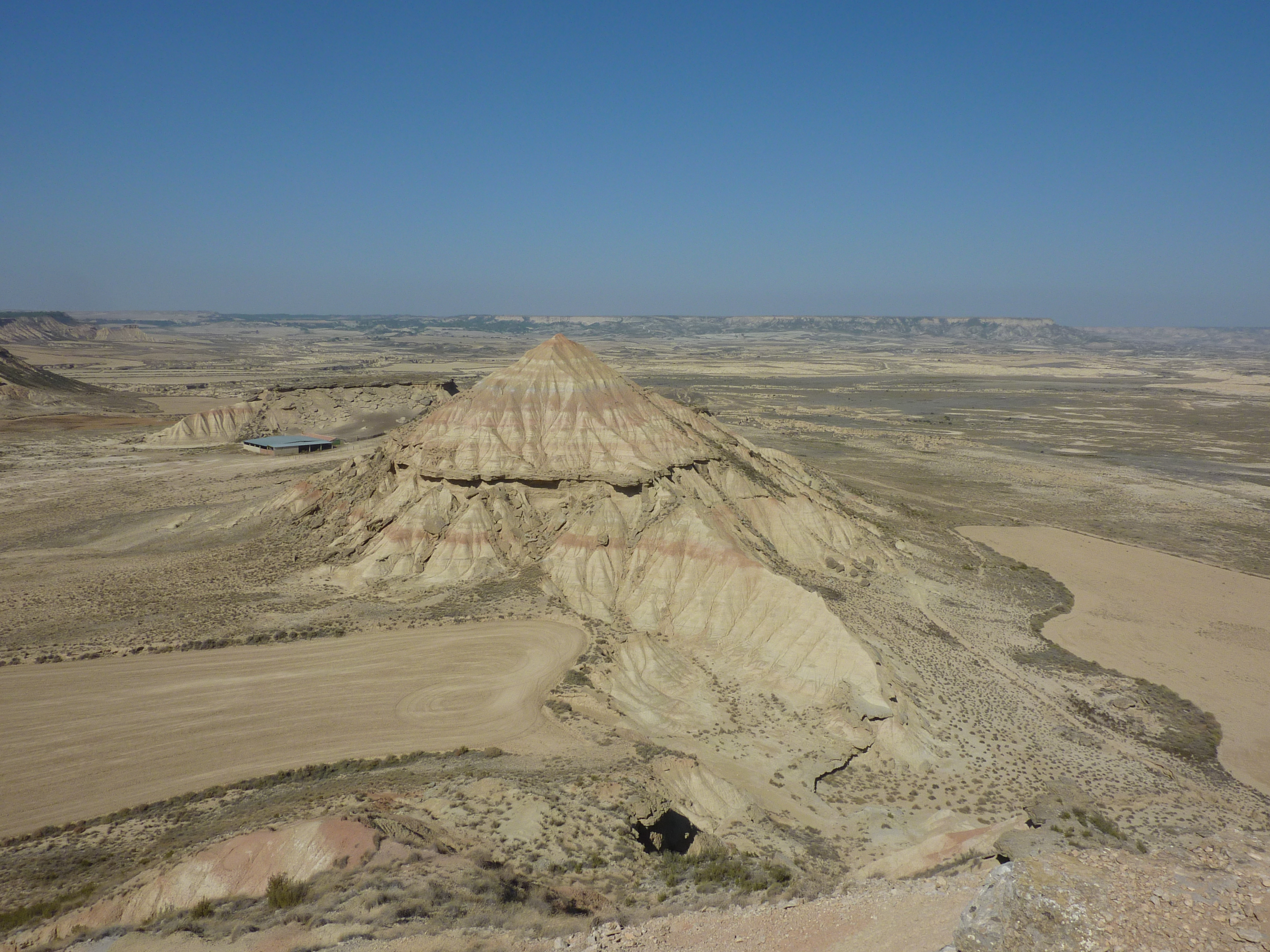
Бардена Бланка
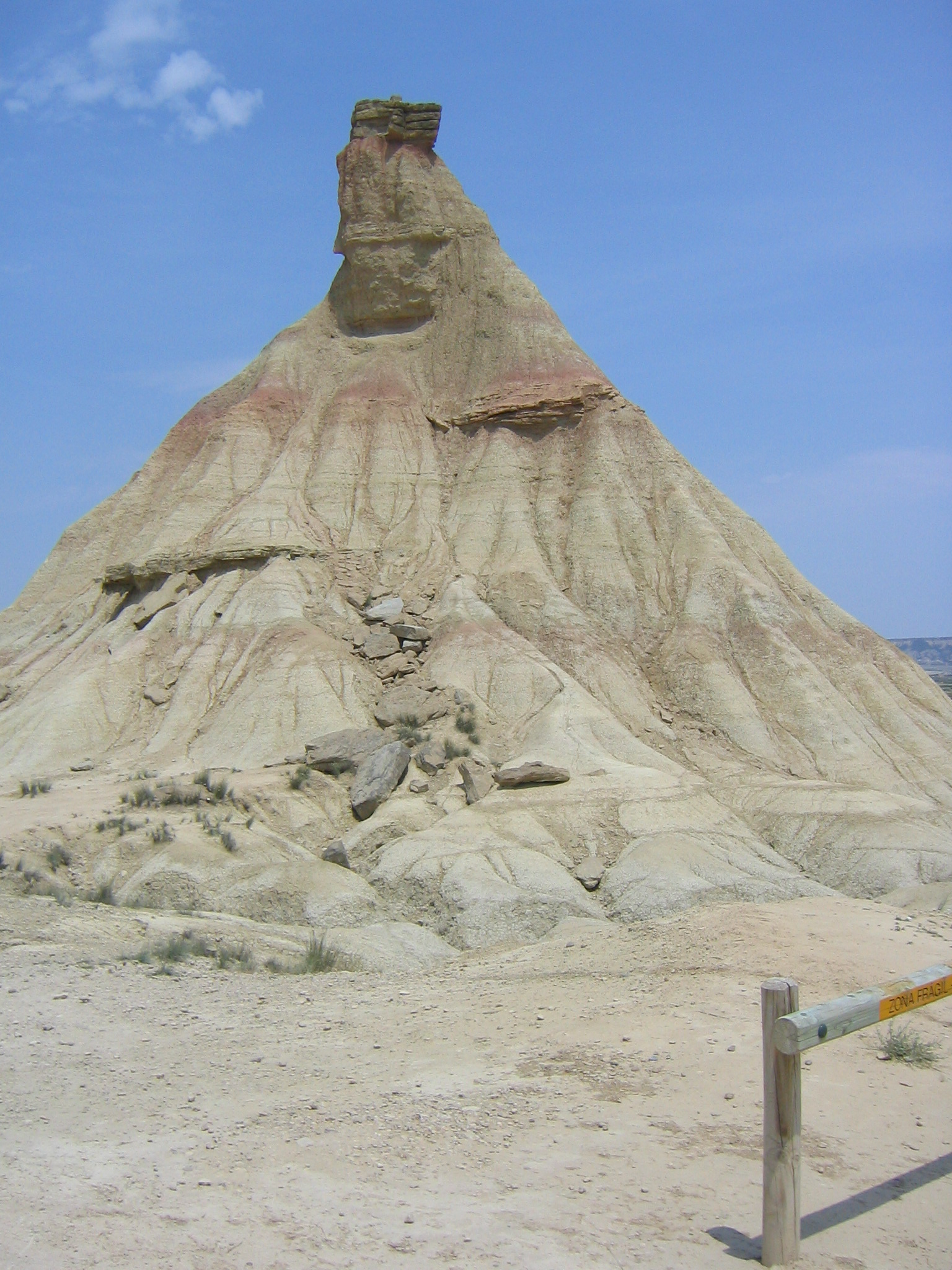
Вершина Кастільдетьєра (ісп. Cabezo Castildetierra)
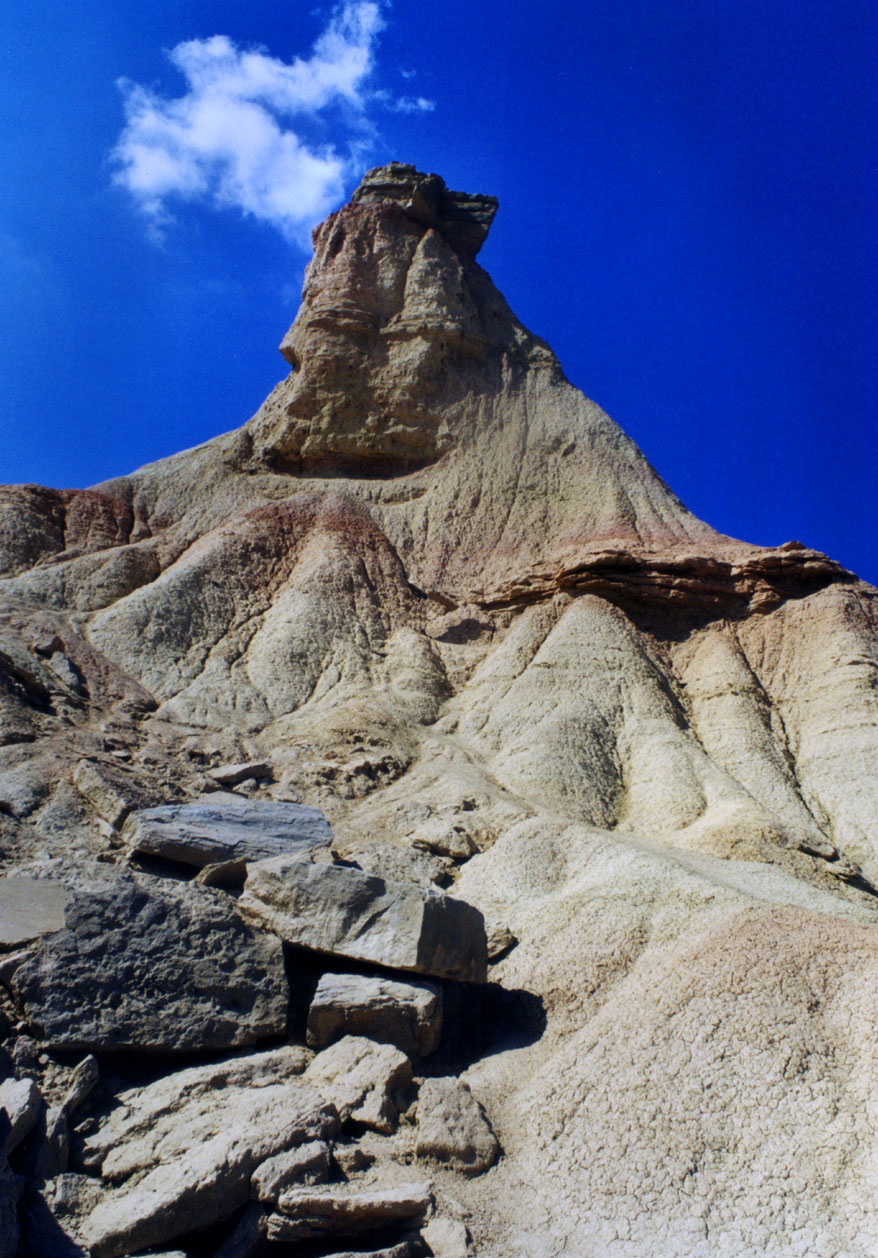
Вершина Кастільдетьєра
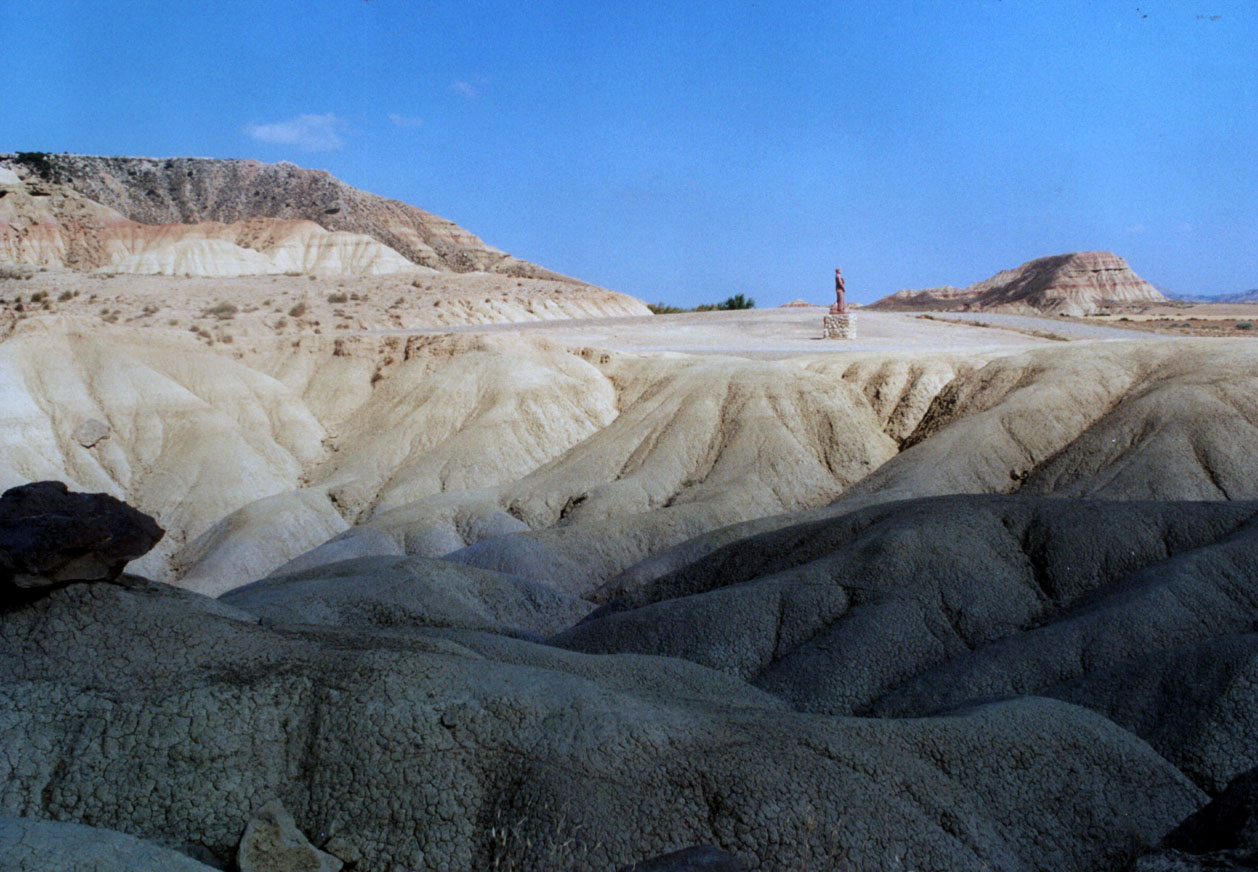
Еродовані яри
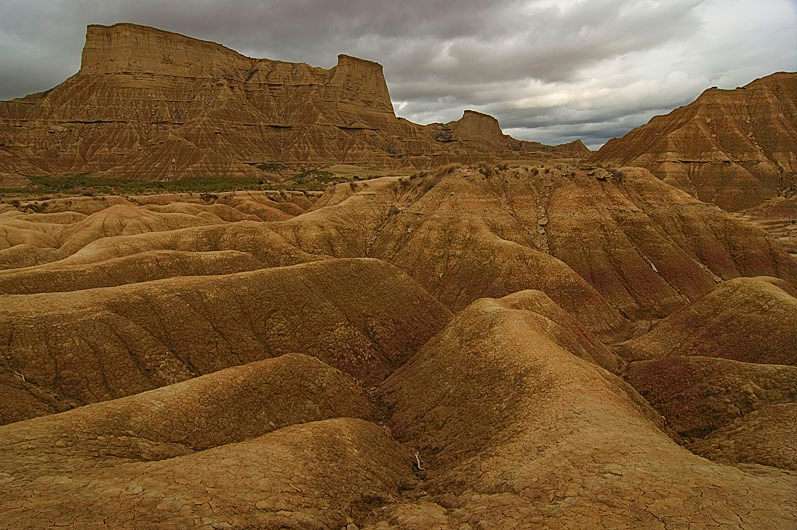
Ущелини
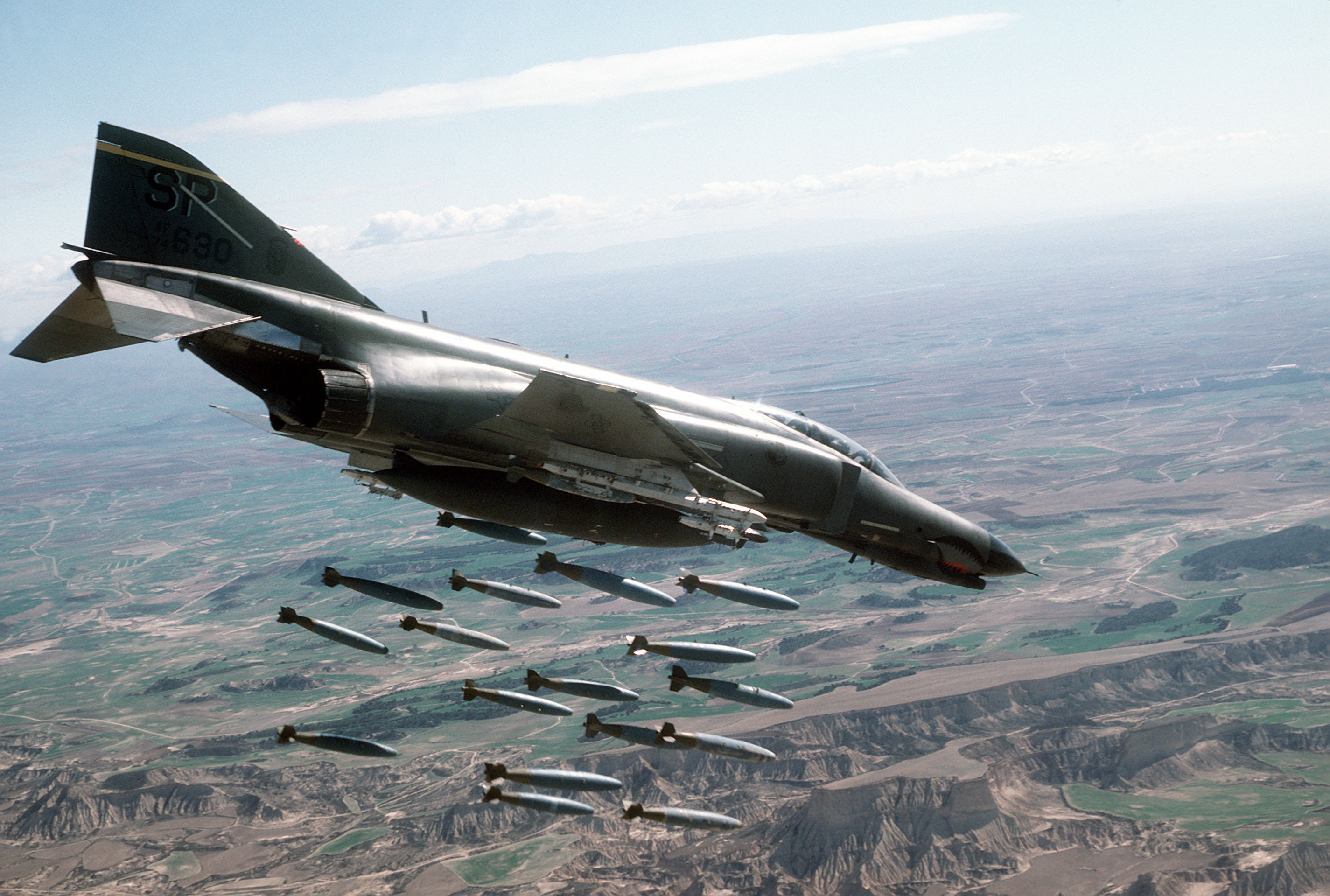
Військовий літак F-4E-61-MC Phantom II здійснює бойові стрільби. 25 березня 1986 року.
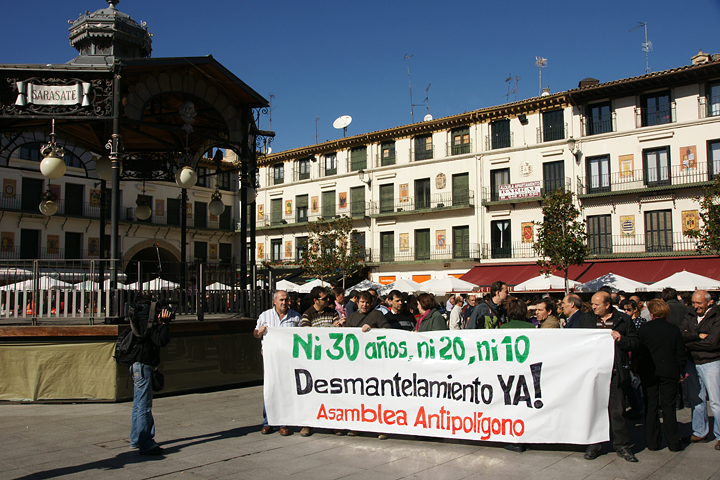
Маніфестація проти військового полігону в м. Тудела (2008 рік)
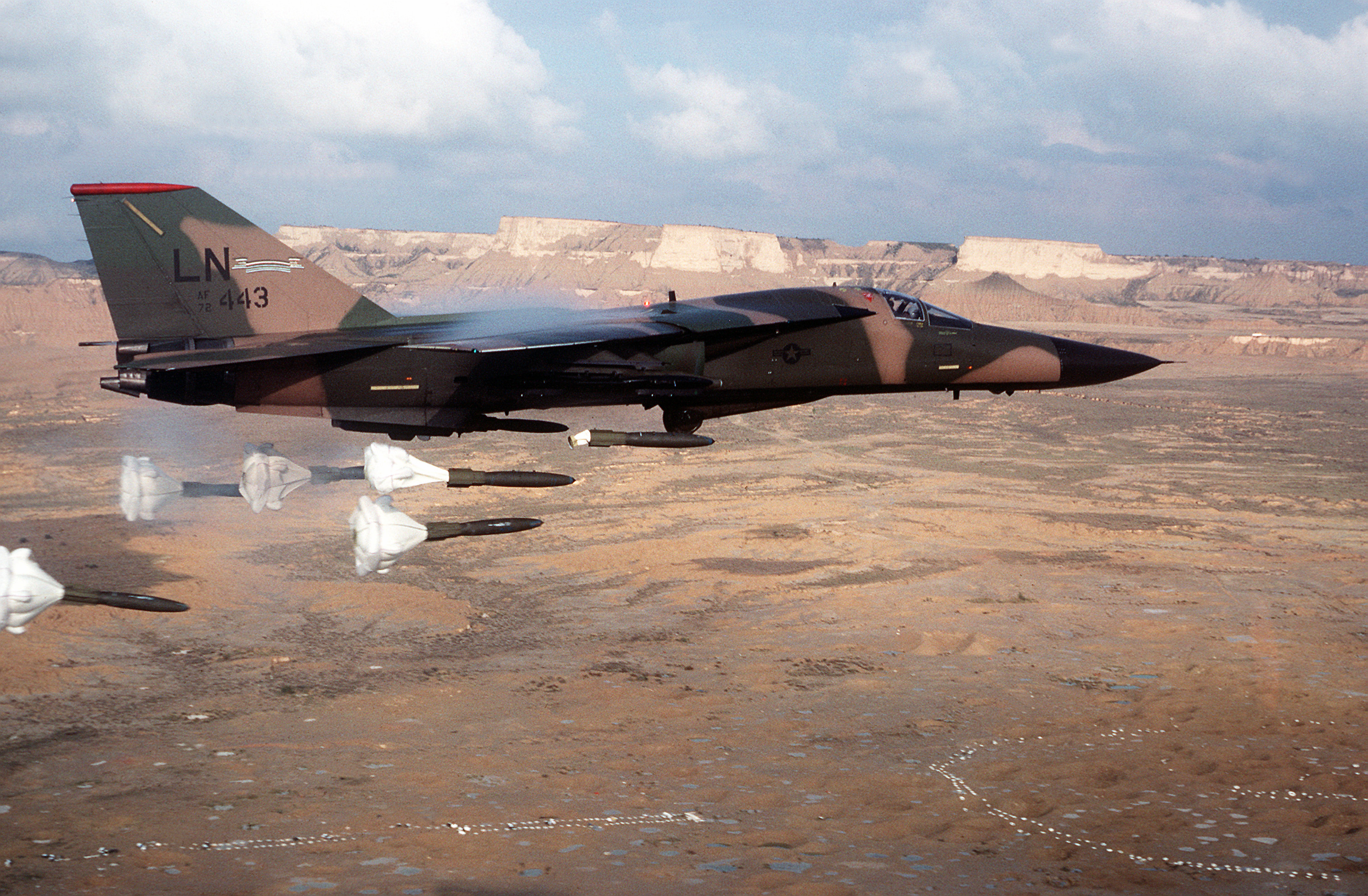
Військовий літак здійснює бойові стрільби на полігоні